# Turquoise
Il Turquoise è stato un sommergibile posamine appartenente alla Marine nationale, seconda unità della classe Saphir. Fu varato nel maggio 1929 dall'arsenale di Tolone. Fu tra i battelli catturati alla fine del 1942 e incorporati dalla Regia Marina, che comunque non ne fece uso operativo: rimase in Tunisia fino a quando gli italiani, il 6 maggio 1943, ne decisero l'eliminazione per non farlo cadere in mano agli Alleati.

## Caratteristiche tecniche
Il Turquoise era lungo 65,90 metri e poteva operare fino a una profondità di 80 metri. In emersione aveva un dislocamento a pieno carico di circa 700 tonnellate ed era spinto da due motori Diesel Normand-Vickers che sviluppavano 1 300 shp e garantivano un'autonomia di 7 000 miglia a 7,5 nodi (12 964 chilometri a 14,3 km/h). In immersione la spinta era invece fornita da due 2 motori elettrici (1 000 shp) con una molto più modesta autonomia di 80 miglia a 4 nodi (1 482 chilometri a 7,6 km/h). L'armamento era articolato su sette tubi lanciasiluri (quattro da 550 mm e tre da 400 mm), un cannone da 75 mm antiaereo/antinave e un paio di mitragliatrici da 13,2 mm. L'equipaggio era di circa 40 uomini.

## Servizio operativo
Il sommergibile Turquoise fu ordinato nel programma navale della Marine nationale del 1924, inizialmente con il denominativo "Q146". La sua chiglia fu impostata nel cantiere navale dell'arsenale di Tolone il 20 ottobre 1926 e il varo avvenne il 16 maggio 1929; fu completato il 10 settembre 1930.
Nel settembre 1939, allo scoppio della seconda guerra mondiale in Europa, il Turquoise fu incaricato di condurre pattugliamenti e posa di ordigni nel mar Mediterraneo dalla base di Biserta, collaborando inoltre con la Royal Navy. Il 22 giugno 1940 la Francia siglò l'armistizio con la trionfante Germania nazista e due giorni dopo anche con l'Italia fascista. Nei termini della resa il Turquoise, che si trovava agli ormeggi nel porto tunisino con svariati altri sommergibili, dovette rimanere fermo in porto e fu posto in disarmo in un momento successivo, ma imprecisato. Nel novembre-dicembre 1942 l'Asse occupò il protettorato tunisino e i tedeschi si appropriarono del Turquoise e di altri battelli, che cedettero l'8 dicembre agli alleati italiani. La Regia Marina ridenominò il Turquoise come FR 116, con l'intenzione di rimetterlo in efficienza, ma in realtà questo piano rimase sulla carta. Il battello non fu spostato da Biserta e il 6 maggio 1943, prima di abbandonare la città alle truppe anglo-statunitensi, gli italiani lo mandarono a fondo.
Successivamente alla resa delle forze dell'Asse in Tunisia e alla fine della campagna del Nordafrica, il relitto del Turquoise fu riportato in superficie, ma in uno stato tale che si rinunciò a ripararlo. Tornò alla Francia nell'immediato dopoguerra e il 12 agosto 1947 fu ufficialmente radiato dal servizio, venendo demolito più tardi.